# Littorophiloscia aldabrana
Littorophiloscia aldabrana är en kräftdjursart som beskrevs av Franco Ferrara och Stefano Taiti1985. Littorophiloscia aldabrana ingår i släktet Littorophiloscia och familjen Philosciidae. Inga underarter finns listade i Catalogue of Life.